# Обробка сигналів
Обробка сигналів — галузь схемотехніки, електротехніки і прикладної математики, яка досліджує теорію перетворення як цифрових, так і аналогових сигналів, що є змінними в часі або просторі фізичними величинами. Це можуть бути такі сигнали як звук, електромагнітне випромінювання, зображення, покази датчиків, наприклад, в біологічних дослідженнях це електрокардіограма, сигнали систем управління, телекомунікаційні сигнали та інші. Під обробкою сигналів розуміють  математичні, статистичні, обчислювальні, евристичні і лінгвістичні аспекти, формалізації і методи для представлення, моделювання, аналізу, синтезу, вияву, відновлення, зондування, витягу, вивчення, безпеки або судово-медичної експертизи.

## Напрями застосування
Існує безліч напрямів обробки сигналів, що залежить від їх природи. Для аналогових сигналів перетворення може являти собою посилення, фільтрацію, модуляцію і демодуляцію. Для цифрових сигналів існують алгоритми фільтрації, стиснення, виявлення і виправлення помилок та ін. Із основних напрямів можна виділити наступні:
- Аналогова обробка сигналів;
- Цифрова обробка сигналів;
- Статистична обробка сигналів;
- Обробка звуку;
- Обробка мови;
- Обробка зображень;
- Обробка відео;
- Сейсмологія;
- Виділяння ознак — це такі теорії, як розпізнавання образів і розпізнавання мовлення.

## Категорії

### Аналогова обробка
Аналогова обробка здійснюється для сигналів, які не перетворено до цифрового вигляду. Прикладами можуть слугувати класичний радіоприймач (детектування, перетворення частоти), радар, аналогове телебачення. Електричні кола, задіяні в обробці аналогових сигналів, можуть бути як лінійними (наприклад, пасивні і активні фільтри, інтегратори, лінії затримки), так і нелінійними (приклади нелінійних перетворень: компандування, перетворення частоти, перемножування сигналів, робота фільтрів та підсилювачів, контрольованих напругою, фазове автопідлаштування частоти).

### Статистична
Статистична обробка сигналів - це підхід, який розглядає сигнали як стохастичний процес, використовуючи їхні статистичні властивості для виконання завдань обробки сигналів. Статистичні техніки широко використовуються в застосуваннях обробки сигналів. Наприклад, можна моделювати розподіл ймовірностей шуму, який виникає під час фотографування зображення, та розробляти техніки на основі цієї моделі для зменшення шуму в отриманому зображенні.

## Зноски
1. ↑  Scharf, Louis L. (1991). Statistical signal processing: detection, estimation, and time series analysis. Бостон: Addison–Wesley. ISBN 0-201-19038-9. OCLC 61160161.